# Torneo Supercup 2004
Il Torneo Supercup 2004 si è svolto dal 20 al 22 agosto 2004.
Gli incontri si sono svolti nell'impianto "Forum Bamberg", situato nella città di Bamberga.

## Squadre partecipanti
1. Francia
2. Germania
3. Lettonia
4. Turchia

## Risultati
| Bamberga 20 agosto 2004 | Germania | 60 – 59 | Francia | Forum Bamberg |

| Bamberga 20 agosto 2004 | Turchia | 75 – 64 | Lettonia | Forum Bamberg |

| Bamberga 21 agosto 2004 | Germania | 92 – 82 | Lettonia | Forum Bamberg |

| Bamberga 21 agosto 2004 | Francia | 69 – 57 | Turchia | Forum Bamberg |

| Bamberga 22 agosto 2004 | Lettonia | 64 – 53 | Francia | Forum Bamberg |

| Bamberga 22 agosto 2004 | Germania | 67 – 50 | Turchia | Forum Bamberg |

## Classifica
| -  | Team     | PT | V - P |
| -- | -------- | -- | ----- |
| 1. | Germania | 6  | 3 - 0 |
| 2. | Francia  | 2  | 1 - 2 |
| 3. | Lettonia | 2  | 1 - 2 |
| 4. | Turchia  | 2  | 1 - 2 |